# Каменное Село
Ка́менное Село́ (укр. Кам’яне Село) — памятник природы, геологический заказник государственного значения Украины. Находится близ села Рудня-Замысловичская Коростенского района Житомирской области на территории Замысловецкого лесничества. Представляет собой скопление крупных валунов на нескольких гектарах леса.

## Гипотезы происхождения
Существуют две гипотезы образования урочища. Согласно одной, валуны были принесены ледником, по другой — они представляют собой остатки подножия древних полностью исчезнувших гор, обнажённые ледником от почвенных наслоений.

## Мифы и легенды
С урочищем связаны многочисленные легенды и поверья местных жителей.
Название «Каменное Село» возникло из одной такой легенды, рассказывающей о том, что когда-то в лесу было богатое село. Однажды через него проходил старик в убогой одежде и попросил хлеба у хозяина богатого двора. Тот махнул на него рукой: «Иди себе человек, некогда мне». Старик, которым оказался сам Господь, спустившийся на землю, вышел из села, оглянулся и село враз окаменело. На одном из камней, где он отдыхал, остался след гигантской босой ноги.
Другая легенда рассказывает о битве, происходившей на этом месте между Богом (в варианте — Иисус) и тёмными силами. После долгой битвы Сатана был повержен, на камнях остались глубокие царапины от его когтей. Бог же, возвращаясь на небо, ступил несколько шагов по камню и оставил отпечатки.
Многие камни действительно очертаниями напоминают сельские дома, здесь есть свой «майдан» со «школой», и даже «церковь». Чаще всего туристы посещают камень со «следами Бога», к нему специально приставлена лестница. По поверью, «след» этот даёт паломнику здоровье и исполнение желаний.

## Галерея

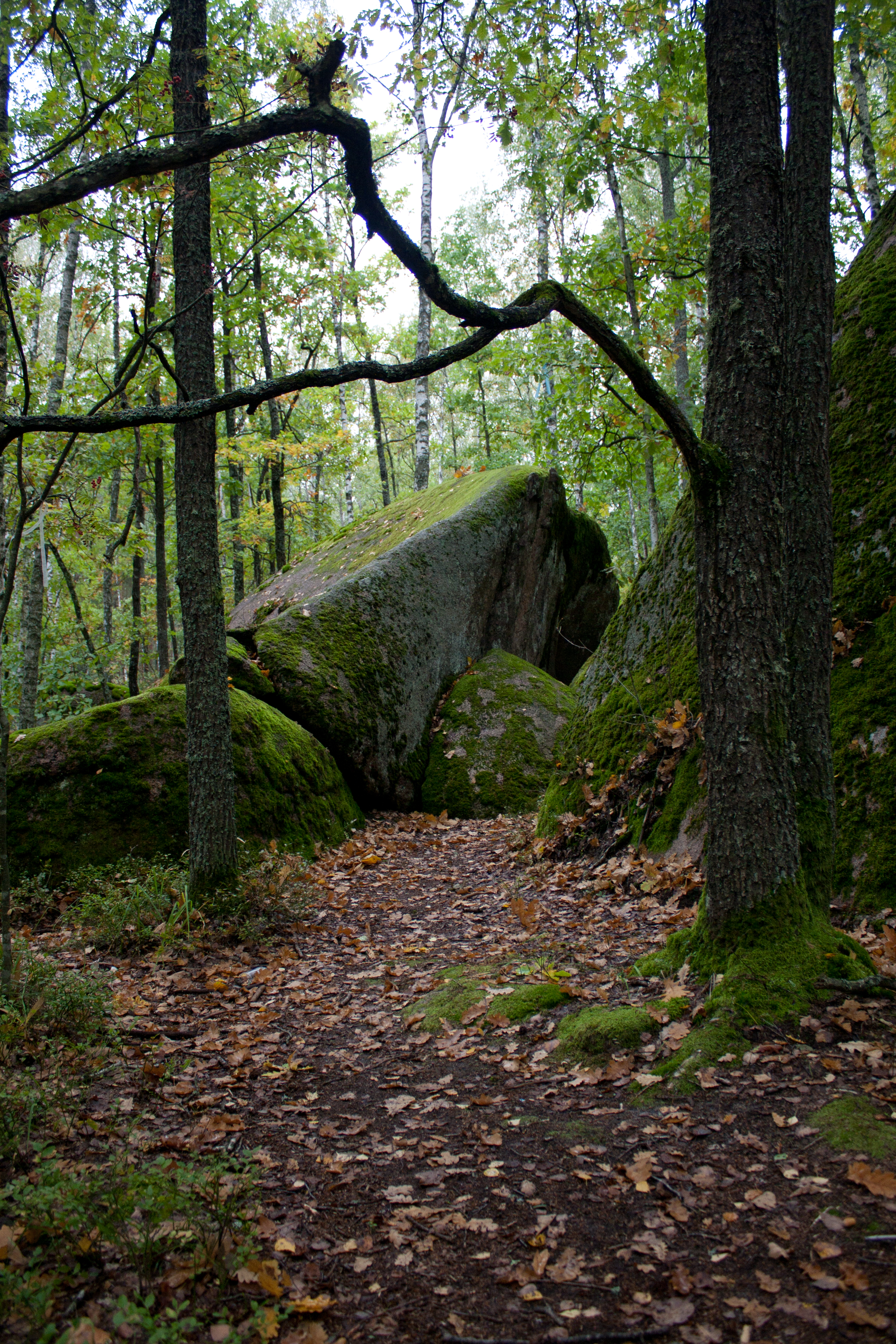
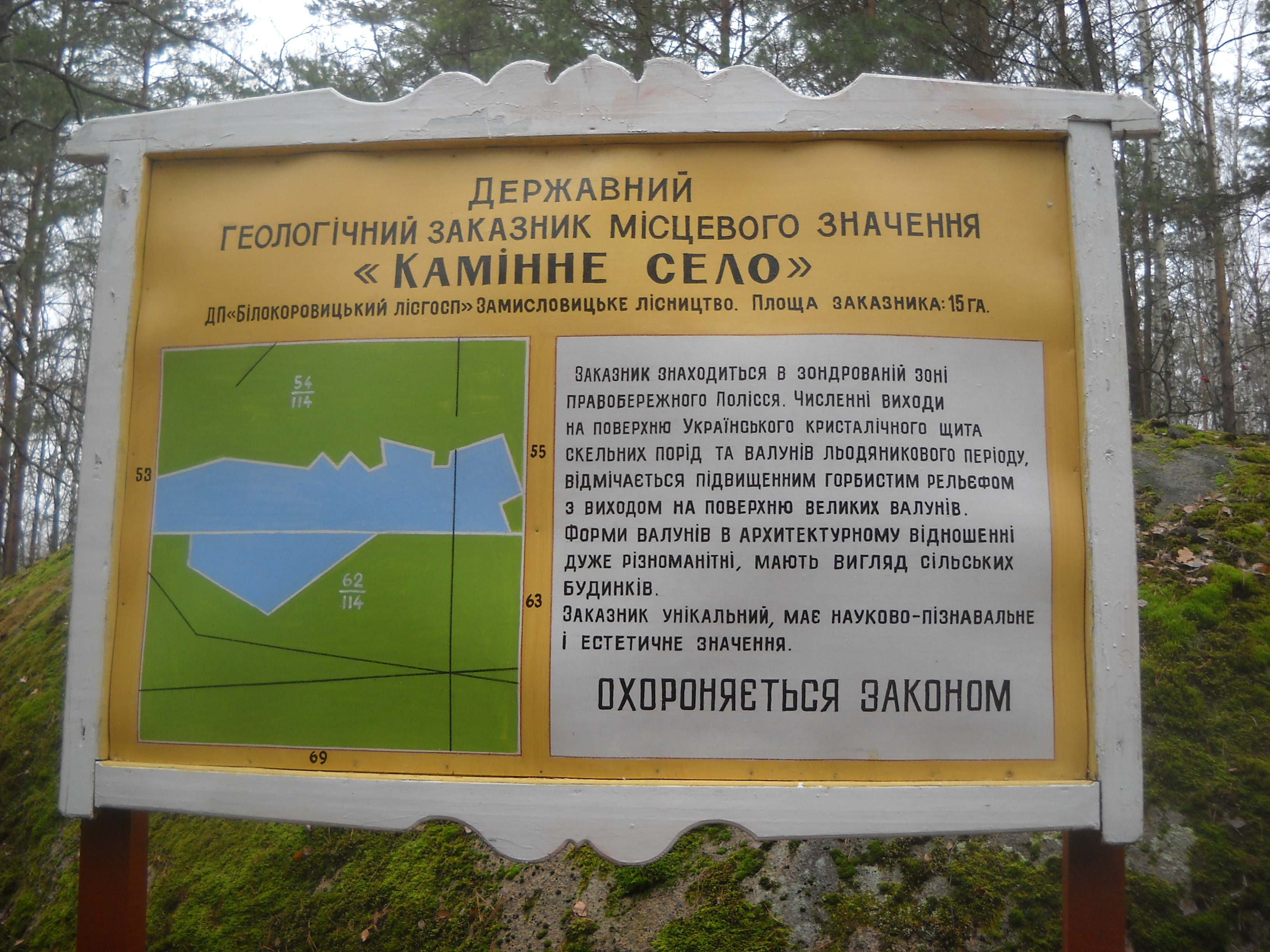
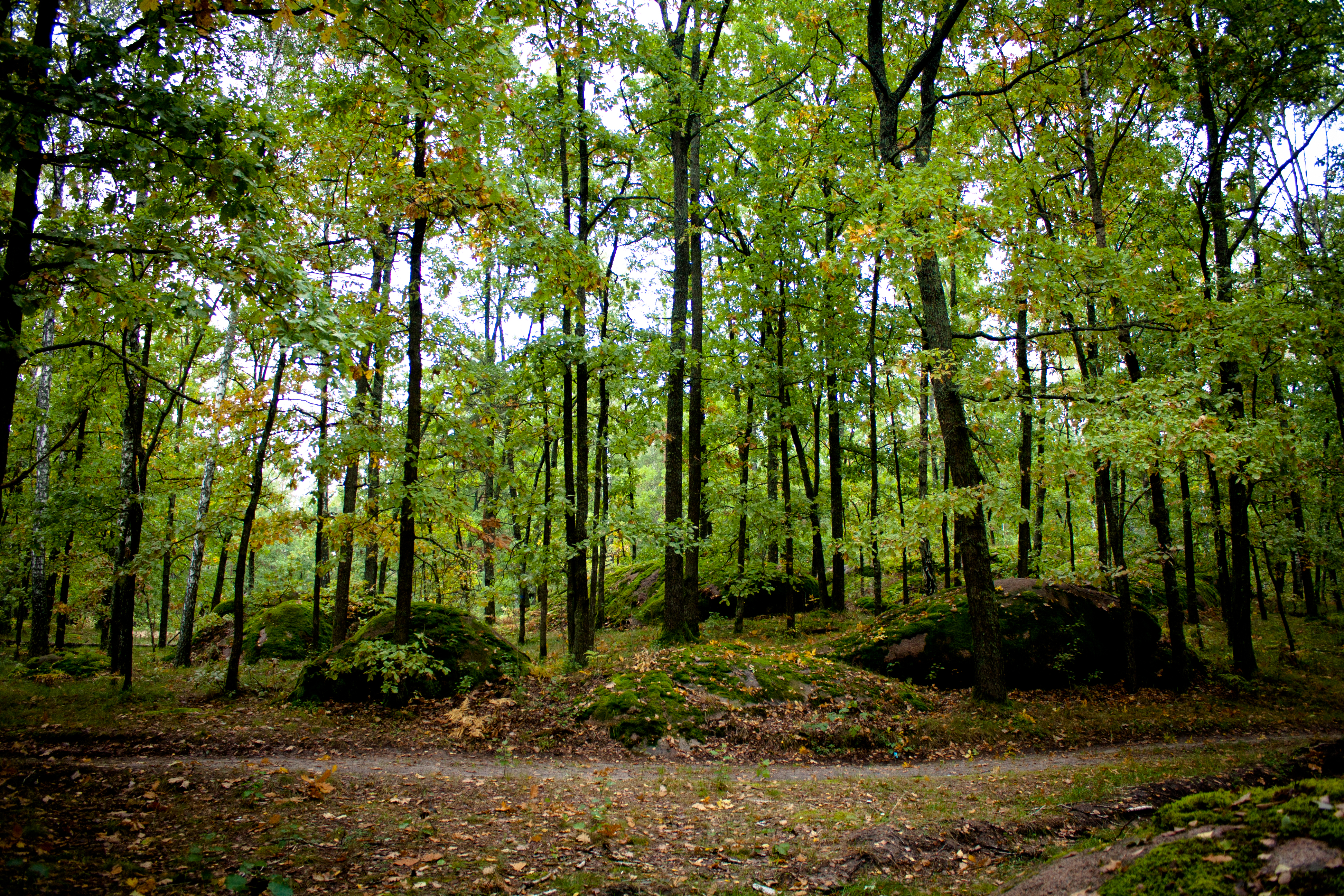
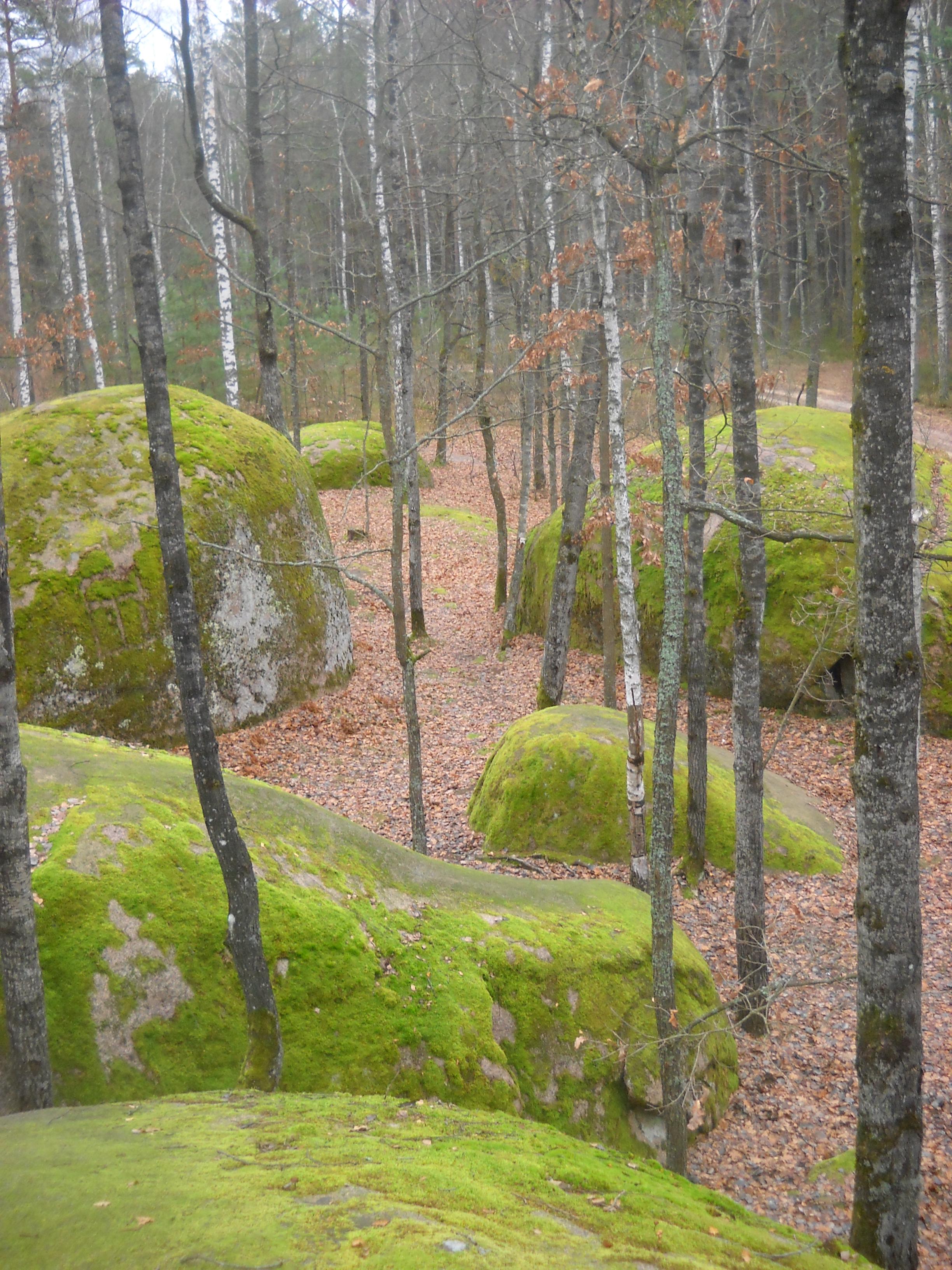
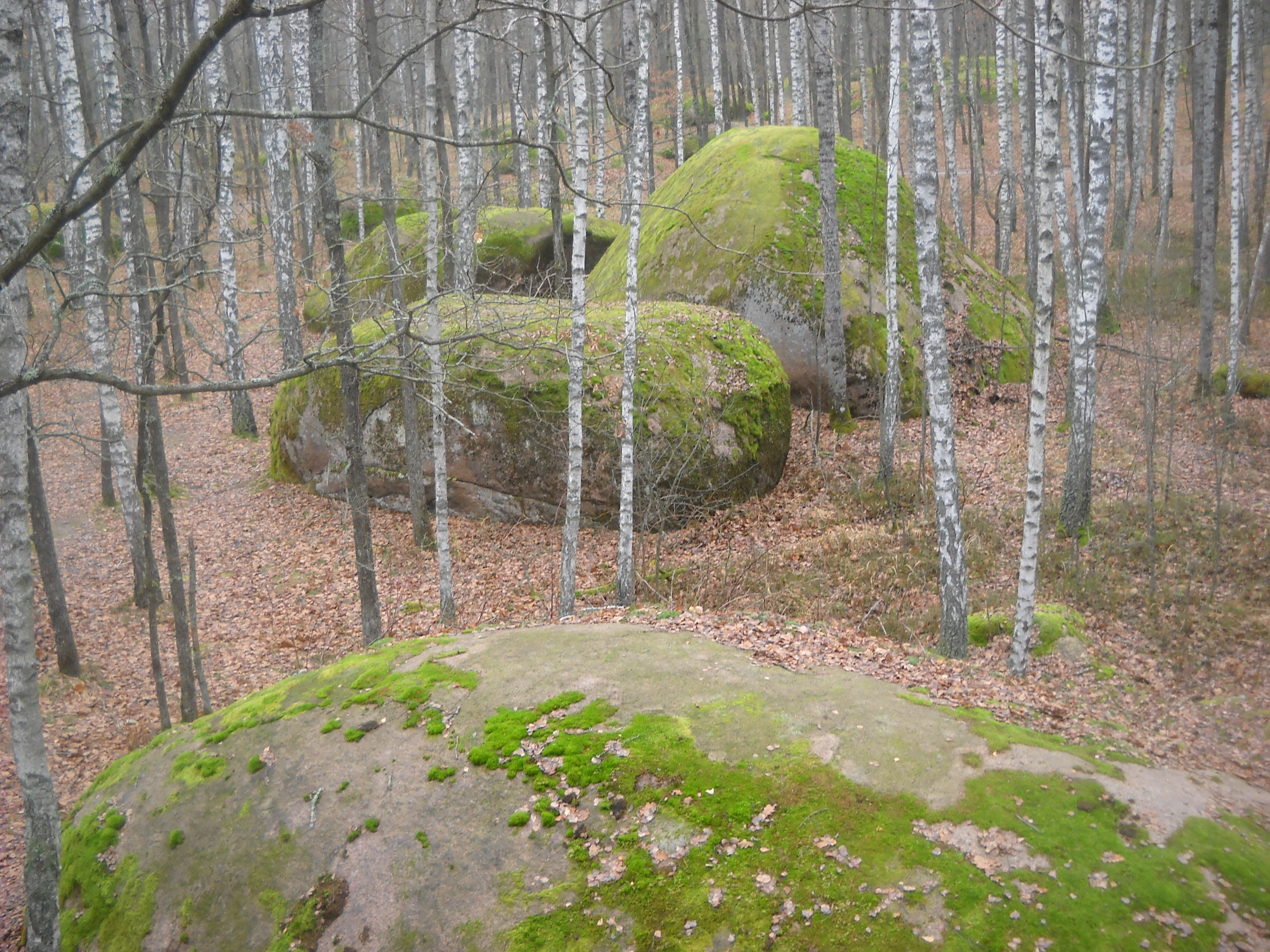